# Марш железной воли
Марш железной воли (Marcia della ferrea volontà), или Колонна железной воли (Colonna della ferra volontà) — операция итальянских войск под командованием Пьетро Бадольо по захвату столицы Эфиопии. Протяжённость марша составила 320 км. Шествие планировалось в целях фашистской пропаганды.

## Предыстория
20 апреля 1936 года итальянская армия под командованием Бадольо заняла город Дэссе, где маршал расположил свой штаб. Было принято решение о наступлении на эфиопскую столицу, до которой итальянцам оставалось 320 км. Исход наступления был заранее предрешён, так как разрозненные остатки эфиопской армии не могли оказать достойного сопротивления итальянцам.

## Механизированная колонна
Пользуясь тем, что организованное сопротивление противника было практически полностью подавлено, Бадольо задумал впечатляющее шествие «механизированной колонны» в пропагандистских целях. В 1936 году определение  «механизированная» означало, что пехота в составе колонны передвигается не в пешем строю, а на автотранспорте, что больше соответствует термину «моторизованная пехота».
«Механизированная колонна» Бадольо была сформирована в Дэссе в период с 21 по 25 апреля — не в последнюю очередь благодаря организаторским способностям генерала-квартирмейстера Фиденцио Даль’Ора. Для африканских дорог того времени это была внушительная подвижная группировка войск. В состав колонны вошли 12500 солдат личного состава, 1785 легковых и грузовых автомашин различных марок («Фиат», «Лянча», «Альфа-Ромео», «Форд», «Шевроле», «Бедфордс» и «Студебекер»), эскадрон (батальон) танкеток L3/35 и одиннадцать батарей артиллерии. Также была задействована итальянская авиация. Кроме того, в специально оборудованных автомобилях итальянцы везли 193 лошади, верхом на которых Бадольо и его офицеры должны были триумфально войти в Аддис-Абебу.

## Марш
24 апреля Бадольо выслал вперёд в качестве боевого охранения 4000 эритрейцев, однако эта мера предосторожности оказалась излишней.

### Имперское шоссе
Механизированная группа Бадольо наступала по Имперскому шоссе, связывавшему Дэссе с Аддис-Абебой. Состояние дороги было таким, что итальянский командующий презрительно назвал её «разбитым проселком».
Бадольо ожидал встретить сопротивление в проходе Термабер, и, подойдя к нему, механизированная колонна задержалась, но так и не обнаружила противника. Кроме того, дальнейшему продвижению препятствовало практически полное отсутствие дороги, разрушенной эфиопами. Итальянцы вынуждены были потратить два дня на её восстановление. 4 мая в местности Чача близ города Дэбрэ-Бырхан колонна попала в засаду эфиопских войск под командованием Хайле Мариама Маммо. В завязавшемся бою эфиопам удалось уничтожить около 170 солдат итальянских колониальных сил и захватить в плен четырёх итальянцев, двое из которых оказались врачами и вскоре были отпущены.
В Сельва Сина взорам итальянцев предстал один из самых красивых и плодородных регионов провинции Шоа. Сидя в грузовиках, солдаты, словно зачарованные, разглядывали пейзаж. Многие из них с нетерпением ждали завершения войны и возможности вернуться к мирному труду, чтобы воспользоваться плодами этой щедрой земли.

### Аддис-Абеба до прихода итальянцев
В Аддис-Абебе император Хайле Селассие посетил французское посольство. В беседе с французским послом Полем Бодаром он сообщил, что оборона столицы невозможна, поэтому императрице Менен Асфау и двум сыновьям императора, девятнадцатилетнему наследному принцу Амха-Вассану и тринадцатилетнему принцу Меконнену, лучше покинуть страну. В дальнейшем Хайле Селассие планировал укрыть семью в коптском монастыре в Британской Палестине, но попросил французского дипломата о временном убежище во Французском Сомали. Бодар ответил согласием.
Хайле Селассие вернулся в свой дворец, возле которого собралась толпа народа. Обращаясь к своим подданным, император сказал: «Эфиопия продолжит борьбу до последнего солдата и последнего дюйма эфиопской земли! Пусть каждый человек, способный носить оружие, возьмёт припасы на пять дней и отправится на север для отпора захватчикам!» Толпа взревела в ответ: «Мы пойдём!» После этого остатки императорской гвардии, пять тысяч храбрых и беззаветно преданных императору воинов, с винтовками на плечах выступили из города навстречу врагу.
Хайле Селассие удалился в свой дворец, где в последний раз на военный совет собрались его военачальники и вожди племён. Император понимал, что правительство Эфиопии необходимо эвакуировать из Аддис-Абебы. Одним из вариантов был переезд в город Гор в юго-западной части страны, и император ждал ответа своих приближенных. Поначалу предложение эвакуации было встречено молчанием. Однако затем совет вынужден был признать: единственной боевой единицей, не утратившей боеспособности, осталась армия под командованием раса Насибу Эммануэля в Огадене, но и она была скована боями, сдерживая наступление итальянской группировки под командованием генерала Родольфо Грациани на Харар. Императору сообщили, что военные неудачи вызвали недовольство племён на западе страны, вплоть до открытой враждебности. Один за другим вожди и военачальники брали слово, но лишь для того, чтобы констатировать безнадёжность положения. Единственным возможным решением в сложившейся ситуации они считали спасение жизни императора, для чего настаивали на его скорейшем отъезде из страны.
После неутешительного совета со своими вождями Хайле Селассие отправился в посольство Великобритании, где его принял посол сэр Сидни Бартон. Речь императора была дипломатичной и сдержанной, но нелицеприятной. Он напомнил о британских заверениях в широкой поддержке, которая на деле обернулась поставкой лишь нескольких ржавых ружей, да и за те эфиопам пришлось заплатить наличными. Хайле Селассие особо подчеркнул, что на войне он рисковал и своей жизнью, причём не только ради собственной страны, но и во имя всей Лиги Наций. Он спросил, придёт ли Британия на помощь в этот трудный для Эфиопии час, но его вопрос остался без ответа. Разочарованный, Хайле Селассие уехал из посольства.
Перед отъездом из страны Хайле Селассие распорядился эвакуировать правительство Эфиопии в Гор и приказал мэру Аддис-Абебы обеспечить порядок в городе до прибытия итальянских войск. Император назначил раса Имру Хайле Селассие принцем-регентом.
Поздним вечером 2 мая император покинул Аддис-Абебу и отправился в изгнание. Столичный гарнизон эфиопской армии начал мародёрствовать, дисциплина упала. Солдаты громили магазины и лавочки, выкрикивали проклятия в адрес иностранцев и стреляли в воздух. Недавно построенный императорский дворец, гордость Хайле Селассие, был захвачен и разграблен толпой черни. Большинство иностранцев укрылось в британской миссии. В столице царили хаос и беззаконие. Беспорядки в Аддис-Абебе усиливались с каждым часом, и вскоре толпа мародёров напала на казначейство. Несколько служащих, верных присяге, вооружились пулемётом и попытались спасти остатки золотого запаса императора, но погромщики смяли их и отрубили им руки.

### Прибытие итальянцев
Вечером 4 мая подразделения 1-й Эритрейской бригады достигли окраины Аддис-Абебы. Эритрейцы дошли до города раньше механизированной колонны Бадольо, причём проделали весь путь пешком. Тем временем моторизованная колонна Бадольо, двигаясь в максимально возможном темпе, приближалась к столице. Над городом барражировали итальянские самолёты.
5 мая в 16:00 главные силы колонны вошли в город. Ликующие итальянские солдаты спешились из грузовиков. Лишь немногие из них понимали, что война против Эфиопии не закончена, конфликт будет тлеть ближайшие несколько лет, а последующие события не оставят им шансов для того, чтобы в полной мере насладиться плодами победы.
Тем вечером над Аддис-Абебой разразился сильнейший ливень, под мощными потоками которого итальянские войска приступили к наведению в городе порядка. Прекратились погромы, начавшиеся после отъезда императора Хайле Селассие, повсюду были вывешены белые флаги. Маршал Бадольо триумфально въехал в Аддис-Абебу. Многие жители города бежали на юг или пытались найти убежище в иностранных миссиях, на которые совсем недавно совершали нападения.
Из служащих эфиопской таможни был выстроен почётный караул, приветствовавший Бадольо, когда автомобиль маршала проезжал мимо. Затем маршалу салютовал итальянский почётный караул, включённый в состав колонны исключительно для этой цели. Теперь уже не было речи о том, чтобы остановить движение и дать командующему пересесть на коня, как планировалось, и процессия продолжила путь на автомобилях.
Наконец, в 17:45 процессия Бадольо подошла к зданию итальянской дипломатической миссии, где был поднят триколор Королевства Италии. Итальянцы троекратным «ура» приветствовали сначала короля Виктора Эммануила, затем фашистского диктатора Бенито Муссолини. В конце торжественной церемонии Бадольо обратился к старшему по званию офицеру итальянских ВВС: «Мы сделали это! Мы победили!».
В самой Италии давно ждали падения Аддис-Абебы, но, когда вечером 5 мая известие об этом достигло Рима, в городе начались стихийные торжества. Ликующая толпа собралась возле дворца Палаццо Венеция, резиденции Муссолини, и дуче десять раз выходил на балкон поприветствовать своих восторженных подданных.
Марш, совершенный всего за десять дней по труднопроходимой местности и в плохую погоду, сам по себе стал примечательным событием. Прежде всего, он продемонстрировал возможности моторизованных войск в наступательных операциях и решительных глубоких рейдах. В то же время, в условиях почти полного отсутствия сопротивления противника итальянский «Марш железной воли» решал, скорее, логистические, нежели военные задачи. По словам анонимного журналиста того времени: «Это больше похоже на спортивное событие, чем на страницу военной истории».

## Последствия
Через несколько дней после вступления в Аддис-Абебу войск маршала Бадольо Эфиопию посетил доктор Йохан Ханс Кирххольтс. Бадольо в то время исполнял обязанности вице-короля и генерал-губернатора Итальянской Восточной Африки, а здание бывшего итальянского посольства превратилось в его штаб-квартиру. Кирххольтс одним из первых иностранцев признал завоевание Эфиопии свершившимся фактом .
Тем временем один из офицеров штаба маршала Бадольо, капитан Адольфо Алессандри, посетил одну за другой все иностранные миссии в Аддис-Абебе. Алессандри вежливо проинформировал каждого из послов, что они будут пользоваться «всеми дипломатическими привилегиями до момента отъезда на родину». Тем самым итальянское командование от имени своего правительства официально объявило, что Эфиопия более не существует даже как марионеточное государство. Отныне Эфиопия превращалась в колонию Италии. Первым итальянским губернатором Аддис-Абебы был назначен Джузеппе Боттаи, а бывший дворец Хайле Селассие стал его резиденцией.